# Kandelaber

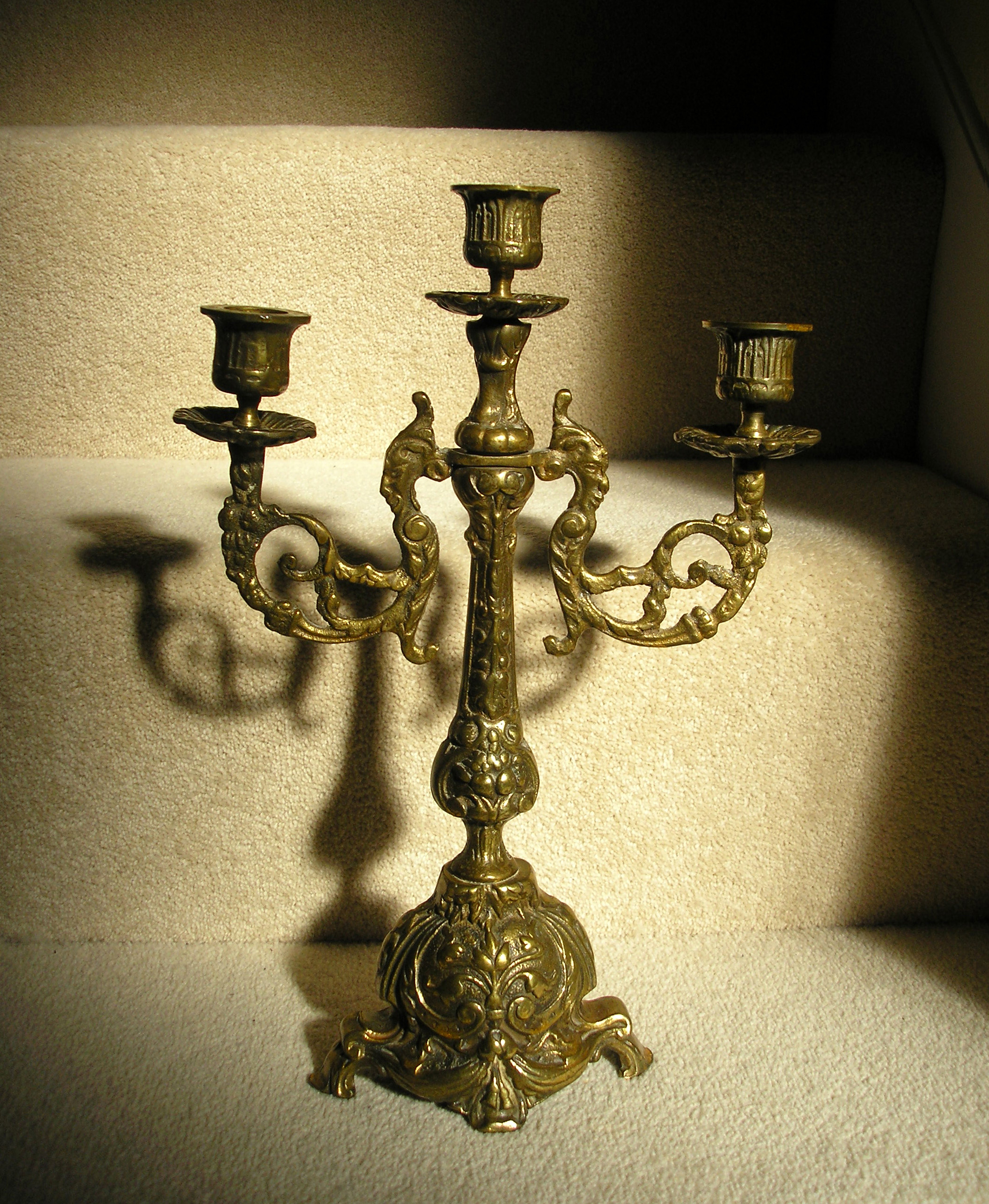
Kandelaber med tre armar.

Med kandelaber avses idag vanligen en stor och ståtlig ljusstake med två eller flera armar. Under antiken avsåg det ursprungligen en enkel ljusstake gjord av trä, vassrör, lera eller metall. Sedermera kom det att avse en konstnärligt utförd praktljusstake som stod på golvet och som ofta var ända upp till 2-3 meter hög. Ovanpå denna ställde man lampor eller brände rökelse. I denna utvecklade form tillverkades kandelabern av brons, marmor eller alabaster och smyckades med bladverk, människo- och djurskepnader, reliefer o.s.v.
Kandelaberns delar var foten, vanligen bildad av tre djurfötter (ofta lejontassar), det långa skaftet, vilket i de flesta fall var räfflat, samt krönet, upptill format som en flat skål. Under den romerska kejsartiden tillverkades mycket konstfulla lyxkandelabrar av ädla metaller i form av akantusstånd, murgröneomlindade stammar med blomkalkar eller vaser överst, karyatidfigurer m.m. Ofta lät man pelarskaftet dela sig till armar, från vilka lampor hängde ned i fina kedjor. Ett sådant ljusställ kallades hos romarna lychnuchus (av grekiskans lychnuchos, "ljusstake"). Tempel, palats och offentliga bad pryddes rikligt med kandelabrar.
Av en helt annan karaktär är de kandelaberformer som den romanska och den gotiska konsten utvecklat. Renässansen upptog här som på andra områden antikens former, men gjorde kandelaberns skaft utsvällande och rikare ledat. Kandelabern användes såväl under antiken som, efter dennas förebild, under renässansen som ett rent dekorativt motiv i pilasterfyllningar o.d.